# Алексеевка (Жердевский район)
Алексеевка — село в Жердевском районе Тамбовской области России. Административный центр Алексеевского сельсовета.

## Герграфия
Расположено в 27 км от районного центра — города Жердевка.
В селе 5 улиц: Дмитрия Майского, Победы, Советская, Спортивная, Школьная.

## История
Первое упоминание села относится к 1811 году под названием «сельцо Алексеевское» (в документах шестой ревизии). В то время сельцо принадлежало двум помещикам: Надежде Усовой и Николаю Страхову. Сельцо было названо по имени Алексея Страхова — отца второго из вышеупомянутых помещиков.

## Население
| 2002 | 2010 |
| ---- | ---- |
| 682  | ↗689 |

## Экономика, социально-культурная сфера
Основным сельскохозяйственным предприятием является ООО «Имени Карла Маркса» (ранее — колхоз имени Карла Маркса).
В Алексеевке расположены: средняя общеобразовательная школа (рассчитана на 320 учащихся), дом культуры, детский сад, библиотека, врачебный участок.
22 сентября 2009 года в селе был открыт мемориал памяти войнам, погибшим в годы Великой Отечественной войны, с увековечиванием памяти 392 бойцов.
Село газифицировано, имеет центральное водоснабжение.